# Hamilcoa
Genre
Hamilcoa est un genre de plantes à fleurs de la famille des Euphorbiaceae.

## Liste d'espèces
Selon Catalogue of Life (23 septembre 2017) :
- Hamilcoa zenkeri (Pax) Prain

Selon The Plant List (23 septembre 2017) :
- Hamilcoa zenkeri (Pax) Prain

Selon Tropicos (23 septembre 2017) :
- Hamilcoa zenkeri (Pax) Prain